# Névénoé
Névénoé (ou Névénoë) est une coopérative d'expression populaire et un label de musique breton, fondée par Patrick Ewen et Gérard Delahaye en 1973, qui se présentait à l'origine comme Kevrenn euz Ar Falz. D'autres artistes les rejoignent par la suite, comme Melaine Favennec en 1974.
De 1973 à 1982, la coopérative a produit 13 LP et onze 45 tours de chanson, poésie, musique folklorique, jazz et rock, dus à ses artistes membres, mais aussi à d'autres comme le groupe mythique Storlok et Kan Digor dont les deux LP sont aujourd'hui des collectors très recherchés.

## Fonctionnement
Le fonctionnement de la coopérative reposait notamment sur la souscription commune et la mise en commun des recettes et des dépenses, de telle manière que les recettes d'un album permettaient de produire le suivant, d'un autre artiste du label. « Cela n'est pas du tout du bénévolat naïf, nous estimons que l'enjeu en vaut la peine » écrit Gérard Delahaye dans une lettre transcrite par André-Georges Hamon dans Chantres de toutes les Bretagnes. La responsabilité du choix d'enregistrement est confiée à un "comité d'écoute" de six membres qui doivent être d'accord à l'unanimité.
En juin 1979, Gérard Delahaye réfléchit à une éventuelle dissolution en écrivant dans Autrement une sorte de testament de Névénoé : « Un jour, nous nous sommes redéfinis : "Névénoé n'est pas un groupe, c'est un groupement d'individus." C'est que l'étiquette nous collait à la peau, nous étions investis de Névénoé, dépossédés de nous-mêmes, de notre personnalité. Chercheurs de trésors, embarqués sur un bateau construit de nos mains, voilà que nous ne vivions plus que pour le bateau. Trésor ? Oublié; quel trésor ? Un beau jour, bien sûr, mutinerie ! "Capitaine ! (chaque matelot était en même temps capitaine, donc chacun ici parle à son bonnet); Capitaine ! On s'en fout de ton bateau pourri s'il ne nous mène pas à l'Eldorado !" Explosion dans les têtes, bon Dieu, mais c'est bien sûr ! C'est Névénoé qui doit nous servir, et non le contraire ! [...] La mutation qu'ont raté tous les socialistes jusqu'à présent, nous l'avons vécue, nous, oyez, braves gens de partout, vous n'en savez rien encore, mais le bruit de la déflagration ne tardera pas à atteindre vos oreilles. Et chacun de voler en éclats de ses propres ailes, investi de la mission divines, et du premier degré de l'illumination suprême : Névénoé est en moi. Dès ce moment, se séparer n'a plus d'importance... »

### Les artistes du label
- Gérard Delahaye
- Patrick Ewen
- Melaine Favennec
- Kristen Noguès
- Annkrist
- Yvon Le Men
- Bertrand Le Brun

## Historique
Dans les années 1970 à Morlaix, un groupe de copains met en pratique leur envie de vivre et travailler en Bretagne. En 1973, Gérard Delahaye avec sa production Noé pour son premier disque La Faridondaine donne envie à quelques amis de le rejoindre. Le collectif était composé de Patrick Ewen, Gérard Delahaye, Melaine Favennec, le guitariste Gildas Beauvir, le poète Yvon Le Men, la harpiste Kristen Noguès, rejoints par la chanteuse Annkrist et de temps en temps Jacques Pellen par exemple. Claude Fonteyne était à la fois le régisseur, preneur de son et photographe des réalisations. La Faridondaine, premier disque produit par la coopérative avec 500 souscriptions pour 1500 exemplaires de départ, est suivi de Beggin' I will go de Patrick Ewen.
Névénoé était une section d'Ar Falz, mouvement de la culture populaire bretonne, avec qui il est en 1975 sur son action spécifiquement linguistique, et vole de ses propres ailes, à l'image de l'oiseau stylisé qui demeure l'emblème de la qualité Névénoé
Névénoé reste en autonomie mais se structure en gardant sa convivialité et une solidarité dans les disques de chaque membre du groupe. La structure risquait d'être un frein à l'expression de certaines personnalités du groupe, alors plus de liberté leur est possible vers la fin de 1977. En juillet 1978, elle fête son cinquième anniversaire à Morlaix.
Pendant l'année 1979, les membres, épuisés par l'énergie à fournir, envisageaient la dissolution. Gérard Delahaye et Melaine Favennec prennent leur totale liberté en décembre 1979. La structure, présidée par Kristen Noguès et gérée par Renaud Clech continue à produire de nouveaux artistes : Storlok puis kan digor. Faute de moyens financiers et de projets novateurs, l 'association se met en sommeil en 1983.

## Discographie

### LPs
- 1973 La Faridondaine, Gérard Delahaye, NOE 30001
- 1973 Beggin' I will go, Patrick Ewen, NOE 30002
- 1974 Musiques Celtiques pour Cornemuses, Pib Meur, NOE 30003
- 1975 Annkrist, Annkrist, NOE 30004
- 1975 Yvon Le Men, Yvon Le Men, NOE 30005
- 1976 Le grand cerf-volant, Gérard Delahaye, NOE 30006
- 1976 Basse-Danse, Melaine Favennec, NOE 30007
- 1976 Marc'h Gouez, Kristen Noguès, NOE 30008
- 1978 Le Printemps, Gérard Delahaye, NOE 30009
- 1978 Chansons simples et chants de longue haleine, Melaine Favennec, NOE 30010
- 1979 Stok ha Stok, Storlok, NOE 30011
- 1980 A new gathering, Kan Digor, NOE 30012
- 1982 Kan Digor, Kan Digor, NOE 30013

### 45T 17cm
- 1973 Le Meeting / Dans Fanch / Laridé / Trier des chèques, Pilhaouerien, NOE 17001
- 1976 Don eo ar mor / Gwereg ar c'hroazour / Marche de Brian Borü, Kristen Noguès, NOE 17002
- 1977 Le petit Soldat / Le Crabe vert, Gérard Delahaye, NOE 17003
- 1977 Le Meunier / La Princesse Dorothée, Gérard Delahaye, NOE 17004
- 1977 An alc'houez aour / Ar c'houkoug, Kristen Noguès, NOE 17005
- 1977 Petit Garçon / Chante, chante, Melaine Favennec, NOE 17006
- 1977 Gwerz An Dilabour / Gwerz Maro Jorj Jackson, Storlok, NOE 17007
- 1977 Tregastel / Plogoff, Fernand L'Eclair, NOE 17008

### 45T produits en collaboration
- 1975 Foggy Dew / Gavotte / Susy Mac Guire / Pastourelle de St-Julien, Skol Louarn, CES. 17101
- 1979 Kanaouennoù ha rimadelloù ewid Ar vugale, Skol Vreizh, SKV 001 et SKV 002